# 洛斯塔洛

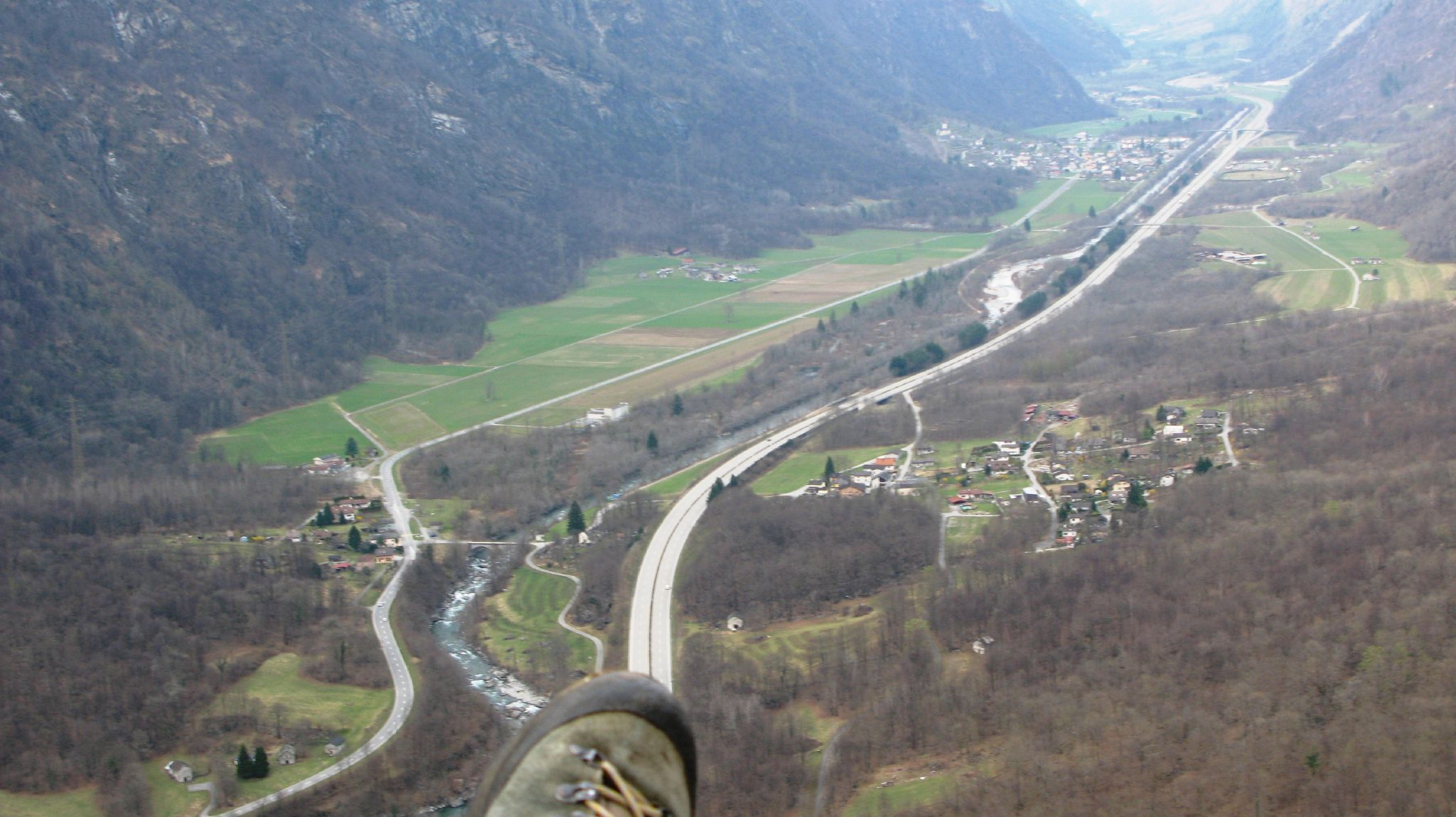

洛斯塔洛是瑞士的城鎮，位於該國東部，由格勞賓登州負責管轄，面積50.86平方公里，海拔高度439米，2011年人口716，人口密度每平方公里14人。

## 外部連結
- Official website （页面存档备份，存于） （意大利文）